# Street Fighter X Tekken
Street Fighter X Tekken (da leggere Street Fighter "cross" Tekken) è un videogioco picchiaduro da parte di Capcom e Namco per PlayStation 3, Xbox 360, Microsoft Windows, PlayStation Vita, iOS e iPhone.
Il gioco è uscito per le console il 6 marzo 2012, l'11 maggio per PC, il 19 ottobre per PlayStation Vita.
Il 19 settembre 2012 è uscita anche una versione per iOS e per iPhone.

## Trama

### Collocazione temporale
Nonostante la trama del gioco non rientri in maniera canonica nella serie di Street Fighter né in quella di Tekken, è possibile comunque dedurre che le vicende si svolgano dopo gli eventi di Super Street Fighter IV e durante gli eventi di Tekken 6. La sola presenza di Juri e il fatto che Ken faccia riferimento a suo figlio avvalorano questa tesi per i personaggi di Street Fighter. Per quanto riguarda Tekken, possiamo notare un Jin Kazama padrone della Mishima Zaibatsu e Lars Alexandersson (personaggio scaricabile) co-operare con una Alisa Boskonovitch non ancora programmata per ucciderlo.

### Storia
La storia e i personaggi del gioco ruotano attorno a un misterioso oggetto di aspetto cubico e di natura extraterrestre, giunto sotto forma di meteorite, in Antartide. A causa del mistero riguardo alla sua natura e alla reale essenza, gli scienziati si sono limitati a soprannominarlo "Vaso di Pandora". La sua origine rimane pressoché sconosciuta durante tutta la trama ma secondo quanto narrato nel fumetto, prequel al videogioco (disponibile solo nelle edizione limitate del gioco per PlayStation 3 e Xbox 360) l'oggetto sarebbe un "dono" di Ingrid Dea Eterna (personaggio originario di Capcom Fighting Jam) alla terra. Sarebbe una piccolissima parte del suo smisurato potere. Secondo quanto invece si vede nel gioco vero e proprio, nel finale di Ogre per l'esattezza, Pandora non sarebbe altro che un mezzo di trasporto per prelevare Ogre e riportarlo sul suo pianeta d'origine (probabilmente una sorta di dimensione simile all'Inferno) per preparare i suoi abitanti all'invasione e assoggettamento del pianeta Terra. Pandora fungerebbe quindi da faro per attirare il guerriero più forte sul pianeta, sottintendendo che sia Ogre. Quale che sia l'origine del misterioso artefatto, poco dopo l'arrivo di Pandora sulla terra, molti sono attratti dal potere che emana l'oggetto, e in tanti partono alla sua ricerca per scopi altrettanto diversi. Principalmente due sono le corporazioni che si contendono l'oggetto: la Shadaloo di M. Bison da un lato e la Mishima Zaibatsu di Jin Kazama dall'altro. Tramano nell'ombra altre corporazioni secondarie, come la S.I.N., capeggiata da Juri dopo la disfatta di Seth e (solo apparentemente) alleata della Shadaloo di M. Bison, e la G Corporation, guidata da Kazuya Mishima, spalleggiato da Nina Williams. Altri personaggi, sia di Street Fighter che di Tekken, partiranno alla ricerca del vaso per scopi personali, e le loro trame si intrecciano con quelle di altri lottatori dell'universo rivale Capcom o Namco a seconda.

## Caratteristiche
Street Fighter X Tekken è un picchiaduro a incontri tag, ovvero con squadre di due lottatori. È il primo capitolo di una serie di due titoli che vedono l'incontro/scontro tra i personaggi dell'universo Street Fighter con quelli di Tekken.
Nella storia dei videogiochi, Street Fighter X Tekken è un unicum, specialmente per quanto riguarda molte delle caratteristiche riguardanti i personaggi Tekken. Innanzitutto è il primo picchiaduro non-Namco in assoluto, dove è possibile usare molti dei personaggi di Tekken. Nessun altro picchiaduro al mondo (ad eccezione di Urban Reign - Namco/Bandai - che ospita Paul e Law) aveva finora mai ospitato i personaggi di Tekken nel proprio terreno, cambiando così radicalmente lo stile di gioco e l'approccio tecnico, pur rimanendo fedele allo stile dei lottatori.
D'altro canto la Capcom ha alle spalle una lunghissima storia di co-operazioni con altri brand e universi videoludici (SNK, Marvel...) da renderla la massima esperta in fatto di giochi misti. È bene notare tuttavia, che l'incontro/scontro con i personaggi Namco ha dato vita non a un gioco "vs", dove molte caratteristiche dei personaggi venivano semplificate rispetto ai giochi di partenza per permettere un approccio più semplicistico. Street Fighter X Tekken rappresenta un vero e proprio capitolo Street Fighter, con tutte le caratteristiche della leggendaria serie di Yoshihiro Ono.
I rispettivi produttori hanno dichiarato che Street Fighter x Tekken è visto come una competizione e non come una collaborazione.

## Modalità di gioco
Il gameplay risulta un mix tra Super Street Fighter IV, per quanto concerne la grafica, le mosse e le arene, e Tekken Tag Tournament per quanto riguarda le modalità di combattimento e lo svolgimento dei duelli.
Il giocatore deve scegliere due lottatori dell'universo Street Fighter, Tekken o entrambi. Lo scopo di ogni duello è quello di mandare KO uno e un solo combattente avversario. Tale caratteristica lo avvicina ulteriormente al picchiaduro Tag Namco e meno ai combattimenti a squadre Capcom come la serie Marvel vs. Capcom che prevede la sconfitta di tutti i lottatori avversari.
Le novità introdotte riguardano le mosse effettuate in combinazione con il secondo lottatore selezionato e altre caratteristiche:
Cambio: Lo scambio tra i due personaggi che avviene con la pressione simultanea dei tasti pugno e calcio medio.
Lancio: Lo scambio tra i due personaggi effettuato dopo un colpo particolarmente violento in modo da permettere al personaggio entrante di continuare la combo iniziata dal primo. Questo colpo si ottiene con la pressione simultanea dei tasti calcio e pugno forte.
Cross Rush: Molto simile al precedente e anche questo permette di continuare la combo durante lo scambio dei personaggi dando vita a combo più lunghe e articolate rispetto al lancio. Per effettuare questa mossa occorre premere in sequenza pugno leggero, medio, forte e forte.
Cross Arts: Una delle mosse regine di tutti i giochi Tag è proprio questa. Una mossa combinata in cui tutti e due i personaggi agiscono insieme o in sequenza con le loro mosse migliori (o cosiddette "super").
Questa mossa si ottiene facendo la classica "palletta" (cioè un quarto di giro con il joystick partendo dal basso e andando verso l'avversario) abbinando la pressione del pugno medio e calcio medio.
Cross Assault: Una mossa che permette, per un limitato periodo di tempo, al secondo personaggio di entrare in campo contro un singolo nemico avendo, così, il netto vantaggio di essere in superiorità numerica.
Questa mossa si ottiene con la palletta indietro (come la palletta normale ma partendo dal basso e allontanandosi dall'avversario) in combinazione con la pressione simultanea dei tasti pugno medio e calcio medio.
Pandora: Una mossa che si può attivare solo una volta scesa la barra salute di uno dei due personaggi al di sotto del 25% del totale e che permette, letteralmente, di sacrificare il proprio partner in modo da ottenere una potenza molto aumentata e la barra EX illimitata per alcuni secondi.
Gem System: le gemme sono degli elementi personalizzabili dal giocatore al fine di ottenere prestazioni migliori in combattimento. Sono vere e proprie gemme le quali, attivabili durante il duello secondo una serie di requisiti, modificano per un periodo limitato le caratteristiche dei personaggi e sono in grado di ribaltare le sorti di un duello. Vi sono due tipi:
1. Gemme boost: si attivano durante il duello se si soddisfano particolari requisiti (eseguire due mosse speciali, parare 3 volte ecc...). Una volta attivate modificano, per un periodo di tempo limitato, una caratteristica del personaggio: attacco, difesa, recupero, velocità o acquisizione della barra cross. A seconda della caratteristica che implementano assumono e fanno assumere al personaggio, colori differenti: rosso attacco; giallo difesa; arancione recupero; verde velocità; azzurro barra cross.
2. Gemme assist: sono attive fin dall'inizio del duello e lo rimangono fino alla fine di esso. Se equipaggiate semplificano l'esecuzione di alcune mosse a scapito della loro potenza. Sono sempre di colore rosa.

Ogni personaggio può portare con sé fino a un massimo di tre gemme, possono essere sia boost o assist, divise in cinque gruppi formati da tre gemme e sono modificabili nel menù modifica del gioco.

### Extra
Editor dei colori del personaggio, pelle, capelli, vestiti ecc. ci sono poche scelte nel gioco iniziale, poi altre sono state disponibili nei pacchetti upgrade da scaricare, come anche per le varie gemme.

### Personaggi
| Street Fighter  | Tekken             | Esclusivi (PS3/Vita)     |
| --------------- | ------------------ | ------------------------ |
| Ryu             | Kazuya Mishima     | Cole MacGrath            |
| Ken Masters     | Nina Williams      | Toro (gatto bianco)      |
| Guile           | King               | Kuro (gatto nero)        |
| Abel            | Craig Marduk       | Pac-Man (Mokujin)        |
| Cammy White     | Bob Richards       | Mega Man (cover vintage) |
| Chun-Li         | Julia Chang        |                          |
| Sagat           | Yoshimitsu         |                          |
| Poison          | Hwoarang           |                          |
| Dhalsim         | Steve Fox          |                          |
| Rolento         | Heihachi Mishima   |                          |
| Ibuki           | Kuma               |                          |
| Hugo            | Raven              |                          |
| Zangief         | Lili Rochefort     |                          |
| Rufus           | Asuka Kazama       |                          |
| Vega            | Paul Phoenix       |                          |
| Balrog          | Marshall Law       |                          |
| Juri Han        | Ling Xiaoyu        |                          |
| M. Bison        | Jin Kazama         |                          |
| Akuma           | Ogre               |                          |
| Personaggi DLC  |                    |                          |
| Guy             | Christie Monteiro  |                          |
| Cody Travers    | Lei Wulong         |                          |
| Blanka          | Bryan Fury         |                          |
| Sakura Kasugano | Jack-X             |                          |
| Dudley          | Alisa Bosconovitch |                          |
| Elena           | Lars Alexandersson |                          |

Il Mega Man in questo gioco è la versione uomo che veste i panni di Mega Man nella custodia del gioco per NES del 1987.
Pac-Man in questo gioco è a bordo di una versione mech di Mokujin, robot d'addestramento della serie Tekken.
Cole MacGrath protagonista della serie Infamous, Toro e Kuro Inoue sono i due gatti mascotte di Sony in Giappone.

## Accoglienza
| Testata                          | Versione | Giudizio |
| -------------------------------- | -------- | -------- |
| GameRankings (media al 5-3-2019) | iOS      | 78%      |
| Metacritic (media al 30-5-2012)  | PS3      | 84/100   |
| Metacritic (media al 30-5-2012)  | X360     | 83/100   |
| Metacritic (media al 30-5-2012)  | PC       | 79/100   |
| Metacritic (media al 30-5-2012)  | VITA     | 79/100   |
| 1UP.com                          | -        | A−       |
| Destructoid                      | -        | 8.5/10   |
| Edge                             | -        | 9/10     |
| EGM                              | -        | 8.5/10   |
| Eurogamer                        | -        | 9/10     |
| G4                               | -        | 4.5/5    |
| Game Informer                    | -        | 8.75/10  |
| Game Revolution                  | -        | 80%      |
| GamesMaster                      | -        | 82%      |
| GameSpot                         | -        | 8.5/10   |
| GamesRadar+                      | -        | 8/10     |
| GamesTM                          | -        | 80%      |
| GameTrailers                     | -        | 8.3/10   |
| Giant Bomb                       | -        | 60%      |
| IGN                              | PS3/X360 | 9/10     |
| IGN                              | VITA     | 6.6/10   |
| OPM (UK)                         | -        | 9/10     |
| OXM (UK)                         | -        | 9/10     |
| PC Gamer (UK)                    | -        | 65%      |
| Play                             | -        | 83%      |
| PSM3                             | -        | 8.8/10   |
| VideoGamer.com                   | -        | 8/10     |
| TouchArcade                      | iOS      | 3.5/5    |

La rivista Play Generation ha dato alla versione per PlayStation 3 un punteggio di 94/100, apprezzando il sistema di gioco di base, il cast ed il modo in cui sono stati incorporati gli elementi della serie Tekken, e, come contro, il fatto che alcuni elementi di gioco fossero fuori luogo e male amalgamati, finendo per trovarlo un picchiaduro 2D fin troppo ricco; il recensore ha inoltre affermato che se fossero state fatte alcune scelte più oculate sarebbe stato un capolavoro.

### Riconoscimenti
| Anno | Premio              | Categoria             | Esito           |
| ---- | ------------------- | --------------------- | --------------- |
| 2011 | Game Critics Awards | Picchiaduro dell'anno | Vincitore/trice |

## Sequel
Nello stesso anno un altro futuro gioco, stavolta sviluppato da Bandai Namco dal titolo Tekken X Street Fighter è stato pianificato per poi sviluppato sino al 30%, ma fu sospeso per non generare conflitto con i titoli primari di entrambe le case Capcom e Bandai Namco.
In Tekken 7 videogioco del 2016 è presente Akuma di Street Fighter come personaggio giocabile.
In data 24 giugno 2021 Katushiro Harada riconferma che il progetto Tekken X Street Fighter continua ad essere congelato ma non cancellato.